# 塔吉克斯坦国家科学院地震监测中心
塔吉克斯坦国家科学院地震监测中心（俄语：Центр мониторинга землетрясений Национальной академии наук Таджикистана），是塔吉克斯坦国家科学院直属的科研机构，是塔吉克斯坦的全国地震观测和研究机构。
塔吉克斯坦国家科学院地震监测中心的前身是苏联时期的苏联地质部和苏联科学院双重领导的塔吉克科学院地震研究所。该中心的监测范围覆盖塔吉克斯坦全国，并在塔吉克斯坦经济重镇、重要工业军事设施、各水利枢纽和大型水电站进行观测，并编制详细的烈度区划图。

## 历史和概述
中亚地区的地震观测历史始于20世纪初。1950年代前，整个苏联中亚地区设有地震观测台站20余个。1965年，当时的苏联科学院牵头形成了跨部门、跨加盟共和国的地震观测台站格局。1966年塔什干地震后，地震预测工作被作为苏联科学院大地物理研究所的重要研究课题之一，中亚地区地震观测网迅速扩大。到80年代初，中亚地区已建成各种地震观测台站80多个，其中的小部分分布于塔吉克苏维埃社会主义共和国。
到1984年，苏联中亚地区地震固定台站数更增加到118个，并建立了地震遥测台网。此时，塔吉克科学院地震研究所共有9个基准地震台和20个区域地震台，同时设立了杜尚别孕震试验场，作为主要的地球物理研究场地。
1980年代，塔吉克建成了一套比较完整的地震监测网络，将其地震台网分为地震台、试验场、流动观测队三个部分。
苏联解体后，塔吉克斯坦国家科学院地震监测中心成为塔吉克斯坦的主要地震观测机构，并继续参加了中亚天山地震国际学术研讨会。